# 图赖讷公爵府
图赖讷公爵府（Hôtel des Ducs de Touraine）又名白十字府邸（Hôtel de la Croix Blanche），是法国图尔的一座历史建筑，建于15世纪，曾用作图赖讷公爵的府邸。
白十字府邸于1928年列为法国历史古迹。